# Mycalesis pumillo
Mycalesis pumillo är en fjärilsart som beskrevs av Van Eecke 1915. Mycalesis pumillo ingår i släktet Mycalesis och familjen praktfjärilar. Inga underarter finns listade i Catalogue of Life.